# Unternehmerteam
Unternehmerteams sind in der Kernorganisation eines Industrieunternehmens eingebettete unternehmerische Innovationsteams und arbeiten ähnlich wie Startups. Unternehmerteams sind verantwortlich für die Implementierung von Ambidextrie in Industrieunternehmen. So wird gleichzeitig die Optimierung eines stabilen Kerngeschäftes und der Aufbau innovativer Geschäftsfelder sichergestellt.

## Ziele
Eingebettete Unternehmerteams werden idealerweise mit Mitarbeitern aus verschiedenen Arbeitsbereichen besetzt und mit (Teil-)Autonomie ausgestattet. Diese Teams erarbeiten in der Regel Konzepte zur Entwicklung integrierter, strategischer Innovationen (Technologie, Geschäftsmodell, Organisation) zum Aufbau neuer Geschäftsfelder. Da diese Innovationen häufig eher radikaler Natur sind und den Regeln der Kernorganisation möglicherweise widersprechen, widmen sich eingebettete Unternehmerteams meist parallel diesen Innovationsinitiativen zu. Die Optimierungsorientierung des Kerngeschäfts wird in dem Fall nicht beachtet.
Interne Unternehmerteams verantworten in der Regel zwei Aufgabengebiete:
- Die Weiterentwicklung und Expansion des Unternehmens sowie Entwicklung und Aufbau transformationaler Geschäftsfelder (Diversifikation) ohne Berücksichtigung der Vorgehensweise in der Kernorganisation.[6][7]
- Veränderung der Kernorganisation durch die Übertragung der erarbeiteten Konzepte in das Tagesgeschäft (Spill-over). Dies unterstützt die strategische Transformation und hilft so neue Vorgehensweisen und Methoden einzuführen und schafft so eine Veränderung der  Unternehmenskultur. Zudem werden neue Geschäftsfelder mit dem Kerngeschäft vereint. (Synergieeffekt)

Um eine erfolgreiche Implementation der erarbeiteten Konzepte zu erreichen, muss die Schnittstelle zwischen dem Unternehmerteam und der Kernorganisation folgende Aspekte beachten:
- Ohne Anbindung an die Kernorganisation entstehen autonome Einheiten, die weder eine strategische Wirkung noch eine Vernetzung mit dem bestehenden Kerngeschäft haben.
- Eine zu enge Anbindung des Unternehmerteams an die Kernorganisation erlaubt keine ausreichende Autonomie[8] zu und gefährdet damit den Erfolg der Innovationsinitiative.[9]

Es gilt hier also durch geeignete Gestaltung der Schnittstelle möglichst nahe an das Optimum des „inverse-u-shape“ Verlaufs im Zusammenhang zwischen Autonomie und Erfolg von Unternehmerteams zu kommen. Als Leiter dieser Innovationsteams fungiert der angestellte Unternehmer als Schnittstellenmanager zwischen der Stammorganisation und dem Innovationsteam. Ihm kommt somit beim Erfolg von der Implementierung organisationaler Ambidextrie eine besondere Verantwortung zu.